# Peru (Vermont)
Peru – miasto w Stanach Zjednoczonych, w stanie Vermont, w hrabstwie Bennington.